# Șăulia
Șăulia (Mezősályi en hongrois) est une commune roumaine du județ de Mureș, dans la région historique de Transylvanie et dans la région de développement du Centre.

## Géographie
La commune de Șăulia est située dans l'ouest du județ, dans les collines de Comlod, au bord du lac de retenue du Pârâul de Câmpie, à 35 km au nord-ouest de Târgu Mureș, le chef-lieu du județ.
La municipalité est composée des quatre villages suivants (population en 2002) :
- Leorința-Șăulia (169) ;
- Măcicășești (160) ;
- Pădurea (130) ;
- Șăulia (1 658), siège de la municipalité.

## Histoire
La première mention écrite du village date de 1377.
La commune de Șăulia a appartenu au royaume de Hongrie, puis à l'empire d'Autriche et à l'Empire austro-hongrois.
En 1876, lors de la réorganisation administrative de la Transylvanie, elle a été rattachée au comitat de Kolosz (Cluj).
La commune de Șăulia a rejoint la Roumanie en 1920, au traité de Trianon, lors de la désagrégation de l'Autriche-Hongrie. Après le deuxième arbitrage de Vienne, elle a été occupée par la Hongrie de 1940 à 1944, période durant laquelle sa petite communauté juive fut exterminée par les Nazis. Elle est redevenue roumaine en 1945.

## Politique
Le Conseil Municipal de Șăulia compte 11 sièges de conseillers municipaux. À l'issue des élections municipales de juin 2008, Ciprian-Marius Maier-Mădărășan (PD-L) a été élu maire de la commune.
| Parti                          | Nombre de conseillers |
| ------------------------------ | --------------------- |
| Parti démocrate-libéral (PD-L) | 5                     |
| Parti social-démocrate (PSD)   | 5                     |
| Parti national libéral (PNL)   | 1                     |

## Religions
En 2002, la composition religieuse de la commune était la suivante :
- Chrétiens orthodoxes, 80,44 % ;
- Catholiques grecs, 7,22 % ;
- Pentecôtistes, 4,34 %.

## Démographie
En 1910, la commune comptait 1 358 Roumains (83,31 %), 164 Hongrois (10,06 %) et 157 Tsiganes (6,56 %).
En 1930, on recensait 1 959 Roumains (91,41 %), 55 Hongrois (2,57 %), 13 Juifs (0,61 %) et 110 Tsiganes (5,13 %).
En 2002, 1 849 Roumains (87,34 %) côtoient 21 Hongrois (0,99 %) et 244 Tsiganes (11,52 %). On comptait à cette date 808 ménages.
| 1850  | 1880  | 1900  | 1910  | 1930  | 1956  | 1977  | 1992  | 2002  |
| ----- | ----- | ----- | ----- | ----- | ----- | ----- | ----- | ----- |
| 1 122 | 1 279 | 1 461 | 1 630 | 2 143 | 2 888 | 2 443 | 2 003 | 2 117 |

| 2007  | - | - | - | - | - | - | - | - |
| ----- | - | - | - | - | - | - | - | - |
| 2 197 | - | - | - | - | - | - | - | - |

## Économie
L'économie de la commune repose sur l'agriculture, l'élevage et la pisciculture. Une activité touristique centrée sur la pêche s'est développé dans la commune.

## Communications

### Routes
Șăulia est située sur les routes régionales Târgu Mureș-Band et Luduș-Sărmașu.